# IC 5279
IC 5279 — галактика типу Sa (спіральна галактика) у сузір'ї Індіанець.
Цей об'єкт міститься в оригінальній редакції індексного каталогу.